# Maddy Horn
Madeline "Maddy" Horn (Beaver Dam (Wisconsin), 10 juni 1911 – Beaver Dam, 2 juli 1971) was een schaatsster uit de Verenigde Staten.

## Resultaten

### Wereldkampioenschappen
| Jaar | Jaar     | Plaats | Resultaten  | Resultaten                             |
| ---- | -------- | ------ | ----------- | -------------------------------------- |
| 1938 | Allround | Oslo   | 4e Allround | 2e 500 m 2e 1000 m 5e 3000 m 5e 5000 m |

## Persoonlijke records
| Afstand    | Tijd     | Datum            | Baan       |
| ---------- | -------- | ---------------- | ---------- |
| 500 meter  | 48,60    | 24 februari 1938 | Sandefjord |
| 1000 meter | 1.43,40  | 9 februari 1938  | Oslo       |
| 1500 meter | 2.46,70  | 24 februari 1938 | Sandefjord |
| 3000 meter | 6.17,70  | 9 februari 1938  | Oslo       |
| 5000 meter | 10.18,60 | 9 februari 1938  | Oslo       |